# Pazin
Pazin (în italiană Pisino) este un oraș în cantonul Istria, Croația, având o populație de 8.638 de locuitori (2011).

## Demografie
Componența etnică a orașului Pazin
     Croați (78,63%)
     Italieni (1,16%)
     Necunoscut (1,52%)
     Neclasificat (18,05%)
Componența confesională a orașului Pazin
     Catolici (87,38%)
     Fără religie și atei (5,53%)
     Agnostici și sceptici (1,05%)
     Necunoscută (3,79%)
     Alte religii (2,25%)
Conform recensământului din 2011, orașul Pazin avea 8.638 de locuitori. Din punct de vedere etnic, majoritatea locuitorilor (78,63%) erau croați, existând și minorități de afiliați religios (15,99%) și italieni (1,16%). Apartenența etnică nu este cunoscută în cazul a 1,52% din locuitori. Din punct de vedere confesional, majoritatea locuitorilor (87,38%) erau catolici, existând și minorități de persoane fără religie și atei (5,53%) și agnostici și sceptici (1,05%). Pentru 3,79% din locuitori nu este cunoscută apartenența confesională.